# Automobiles Delahaye

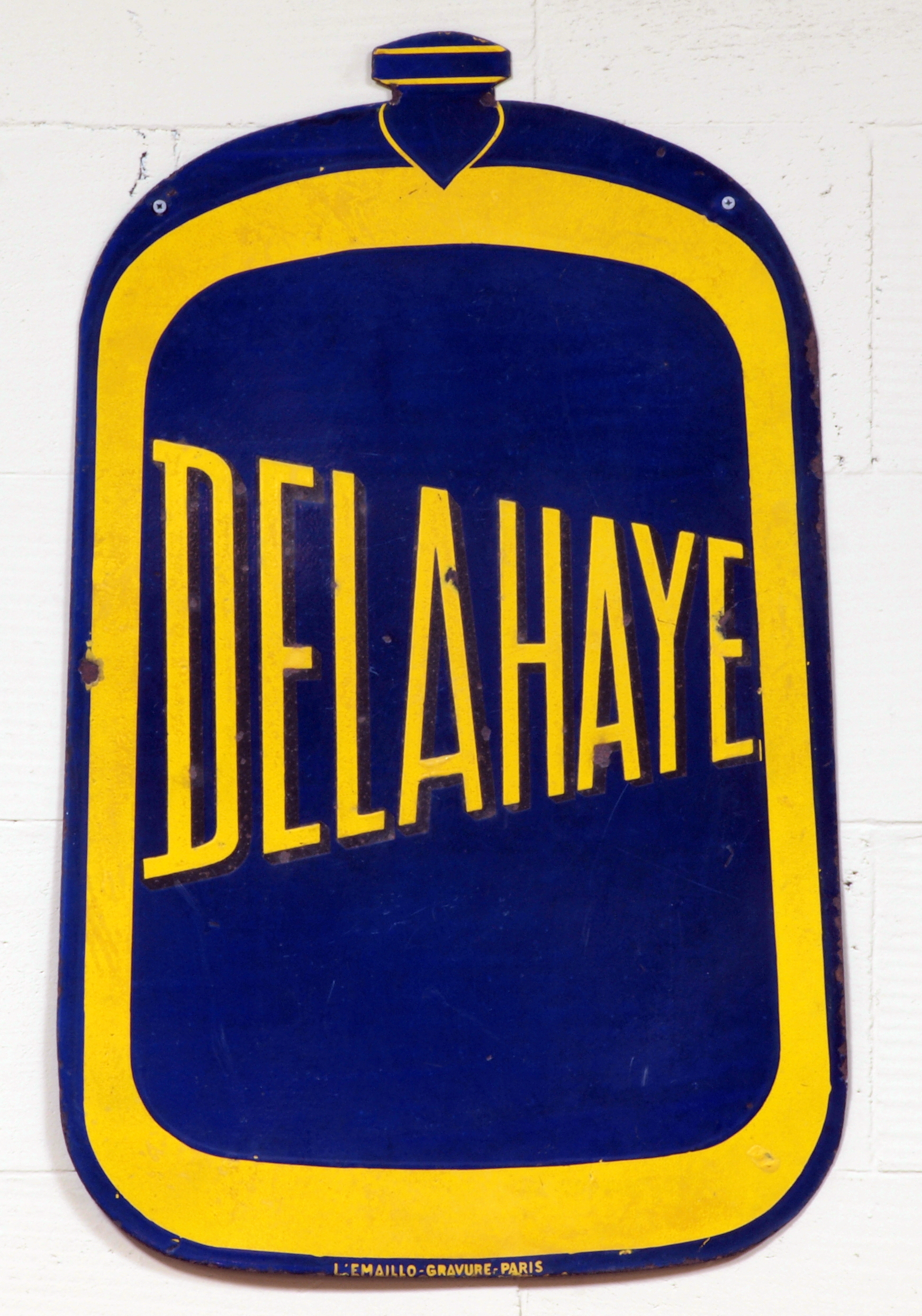
Frühes Logo von Delahaye
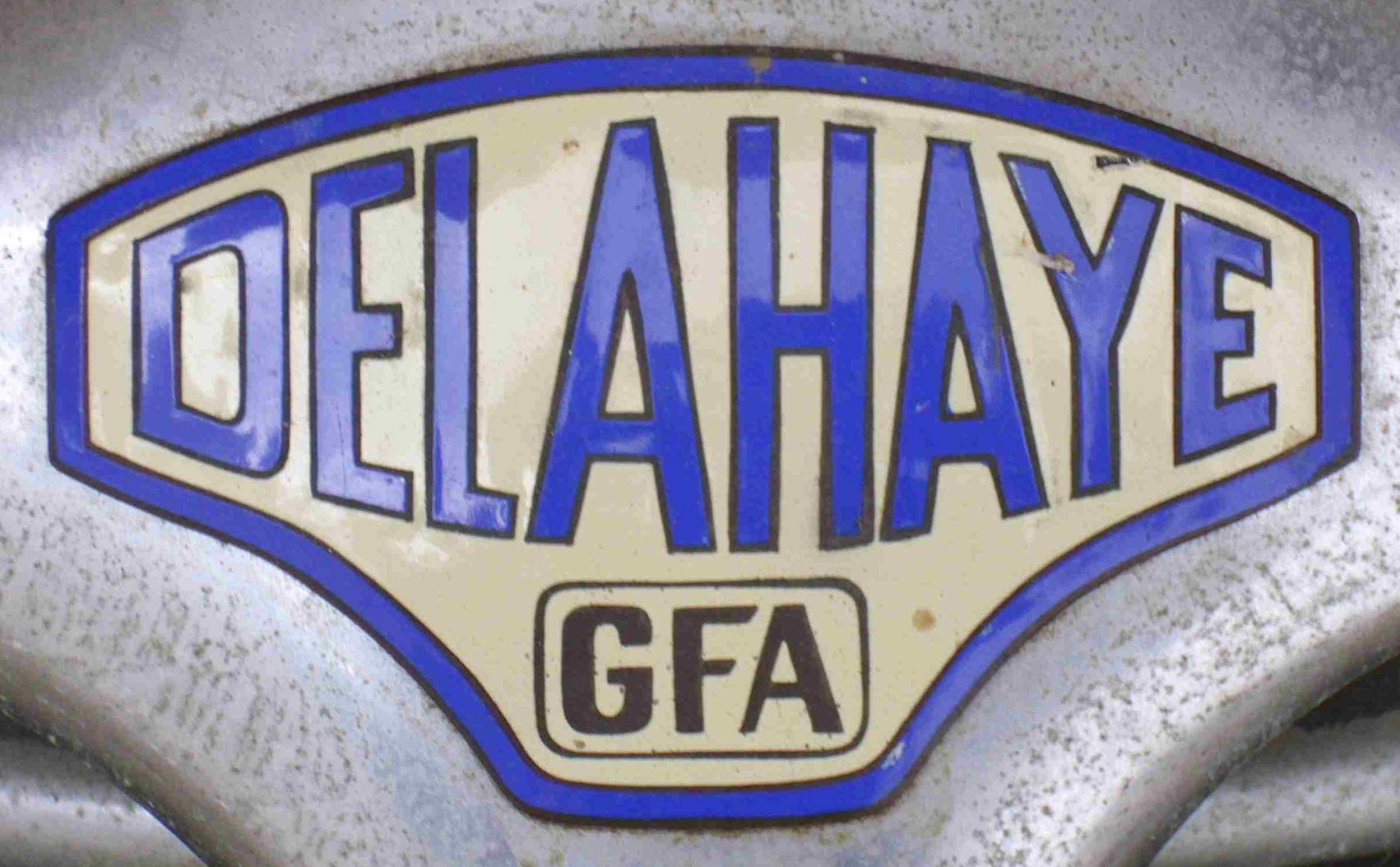
Delahaye Logo mit GFA-Emblem nach 1945

Automobiles Delahaye war ein französischer Automobilhersteller, der 1895 die Fertigung von Personenkraftwagen aufnahm.

## Unternehmensgeschichte

### Émile Delahaye, Ingénieur-Constructeur

Émile Delahaye

Émile Delahaye war zunächst Mitarbeiter und ab 1879 oder 1887 Eigentümer einer kleinen Gießerei in Tours. 1882 kam die Produktion von Gasmotoren dazu. 1894 begannen Versuche mit Automobilen. 1895 begann die Produktion, die als Delahaye angeboten wurden. Die Firmierung war zu dieser Zeit „Émile Delahaye, Ingénieur-Constructeur“.
Delahaye hatte hohe Absatzzahlen, aber nicht genügend Kapital, um die Fabrik auszubauen.

### Émile Delahaye & Cie
Am 30. Dezember 1897 verkaufte er das Unternehmen an Georges Morane und Léon Desmarais, blieb aber dort tätig. Die Firmierung änderte sich in Émile Delahaye & Cie, während der gut eingeführte Markenname unverändert blieb. Die Produktion wurde 1898 nach Paris verlegt. Charles Weiffenbach und Amédée Varlet waren als Konstrukteure tätig.

### Société des Automobiles Delahaye, Léon Desmarais & Morane, successeurs
1901 zog sich Delahaye aus dem Unternehmen zurück. Die neue Firmierung lautete Société des Automobiles Delahaye, Léon Desmarais & Morane, successeurs. Charles Weiffenbach modernisierte und verbesserte die Produktion durch den Einsatz von Lehren und mechanischen Vorrichtungen. Er führte abnehmbare Zylinderköpfe und andere Neuerungen wie zwei Bremspedale bei Delahaye ein.
Das Unternehmen stellte Pkw, Lastkraftwagen und Omnibusse her. Auch erste Feuerwehrfahrzeuge rüstete Delahaye aus sowie etliche Fahrzeuge für die Post.

### Delahaye & Co. Limited

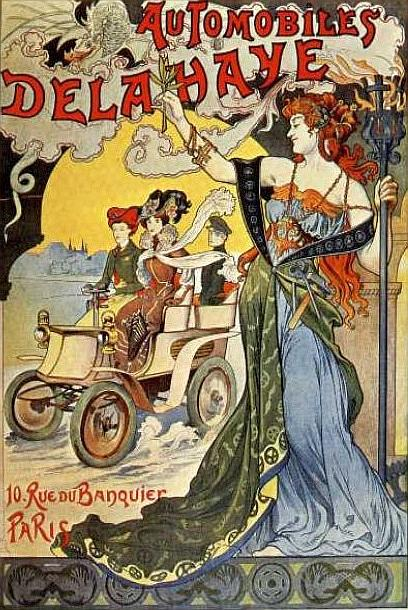
Anzeige des Unternehmens von 1908

1906 kam es zur Umfirmierung in Delahaye & Co. Limited. Sitz war nun in Paris und London.

### Société des Automobiles Delahaye
Ab 1916 hieß das Unternehmen wieder Société des Automobiles Delahaye, diesmal ohne Anhang von Personennamen. Am Ende des Ersten Weltkriegs erzielte Delahaye, wie viele andere Fahrzeughersteller auch, seinen Hauptumsatz mit Lastwagen.
Weiffenbach betrieb die Standardisierung bestimmter Bauteile wie Achsen, Federn und Räder und strebte die rationellen Fertigungsmethoden von Renault und Citroën an. Er beschloss 1927 ein Konsortium mit Chenard & Walcker, Donnet-Zedel und Automobiles Unic. Zwar überstanden die am Konsortium beteiligten Unternehmen die Weltwirtschaftskrise, aber ihre Fahrzeuge wurden technisch immer weniger innovativ und entsprachen nicht mehr dem Zeitgeschmack. Dazu kam ein vertriebspolitischer Fehler: Anders als kleine Firmen wie Derby, Rally, Donnet-Zedel und Corre-La Licorne verfügte Delahaye nicht über eine Schweizer Vertretung. 1932 wurde das Konsortium wieder aufgelöst, aus dem sich Unic bereits früher zurückgezogen hatte.
Delahayes zählten zu den schönsten Automobilen in dieser Epoche. Einige der damals bekannten Aufbauhersteller wie Chapron, De Villars, Figoni & Falaschi und Letourneur et Marchand bauten Luxuskarosserien für Delahaye; Brandone in Cannes stellte wiederholt Nachbauten dieser Entwürfe für die örtliche Kundschaft her.
Die sportlich weitaus aktivere Marke Delage steckte in finanziellen Schwierigkeiten. 1935 begann eine Zusammenarbeit mit Delahaye in der Finanzierung der unabhängigen Fabrikation eigener Modelle, die sich immer mehr zur Produktion von Delahaye-Modellen mit Markenzeichen und Kühler von Delage entwickelte. Delahaye erschloss sich durch diese Fusion eine neue Kundschaft in einer prestigeträchtigen oberen Preisklasse.
Während des Zweiten Weltkriegs schloss sich Delahaye gemeinsam mit Simca, Unic, Bernard & Laffly der Groupe Français de l’Automobil (GFA) des Baron Petiet an und produzierte mittelschwere Lastwagen.
Nach Kriegsende wurden einige Vorkriegs-Pkw-Modelle neu aufgelegt. Doch der Absatz ließ nach. Ab 1951 erreichte die Marke nicht mehr als 100 verkaufte Einheiten pro Jahr. Karosseriebauer wie Henri Chapron, Guilloré, Figoni & Falaschi, Carrosserie de Sécheron, Langenthal, Carrosserie Graber in Wichtrach, Pennock, Letourneur et Marchand, Saoutchik, Motta/Charbonneaux und Gebrüder Beutler in Thun gestalteten unterschiedliche Aufbauvarianten.

### Société Hotchkiss-Delahaye
1954 wurde Delahaye von Hotchkiss übernommen, wodurch Société Hotchkiss-Delahaye entstand. Die Pkw-Produktion wurde stillgelegt. Lkw wurden als Hotchkiss-Delahaye noch bis 1956 produziert.

## Fahrzeuge

### Pkw

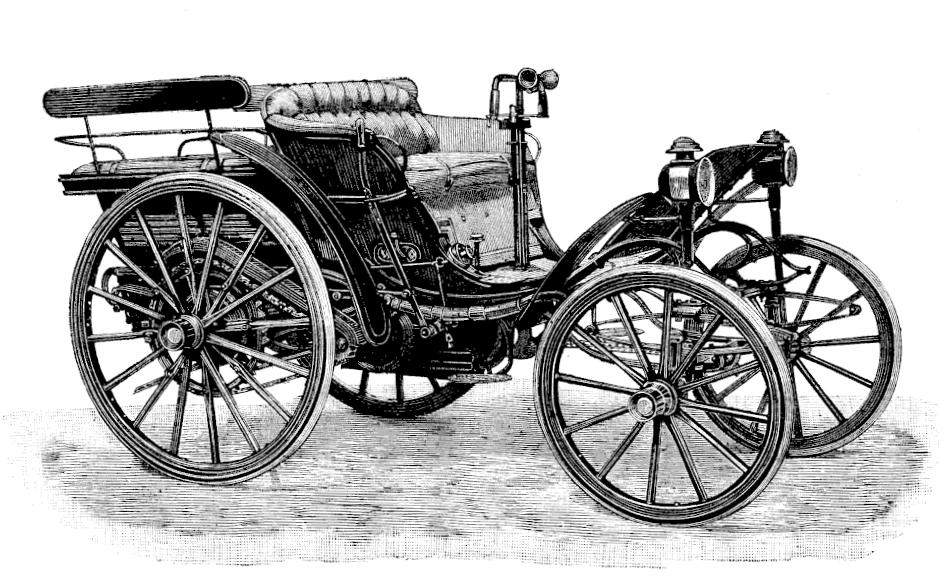
Delahaye Type 1 (1895)

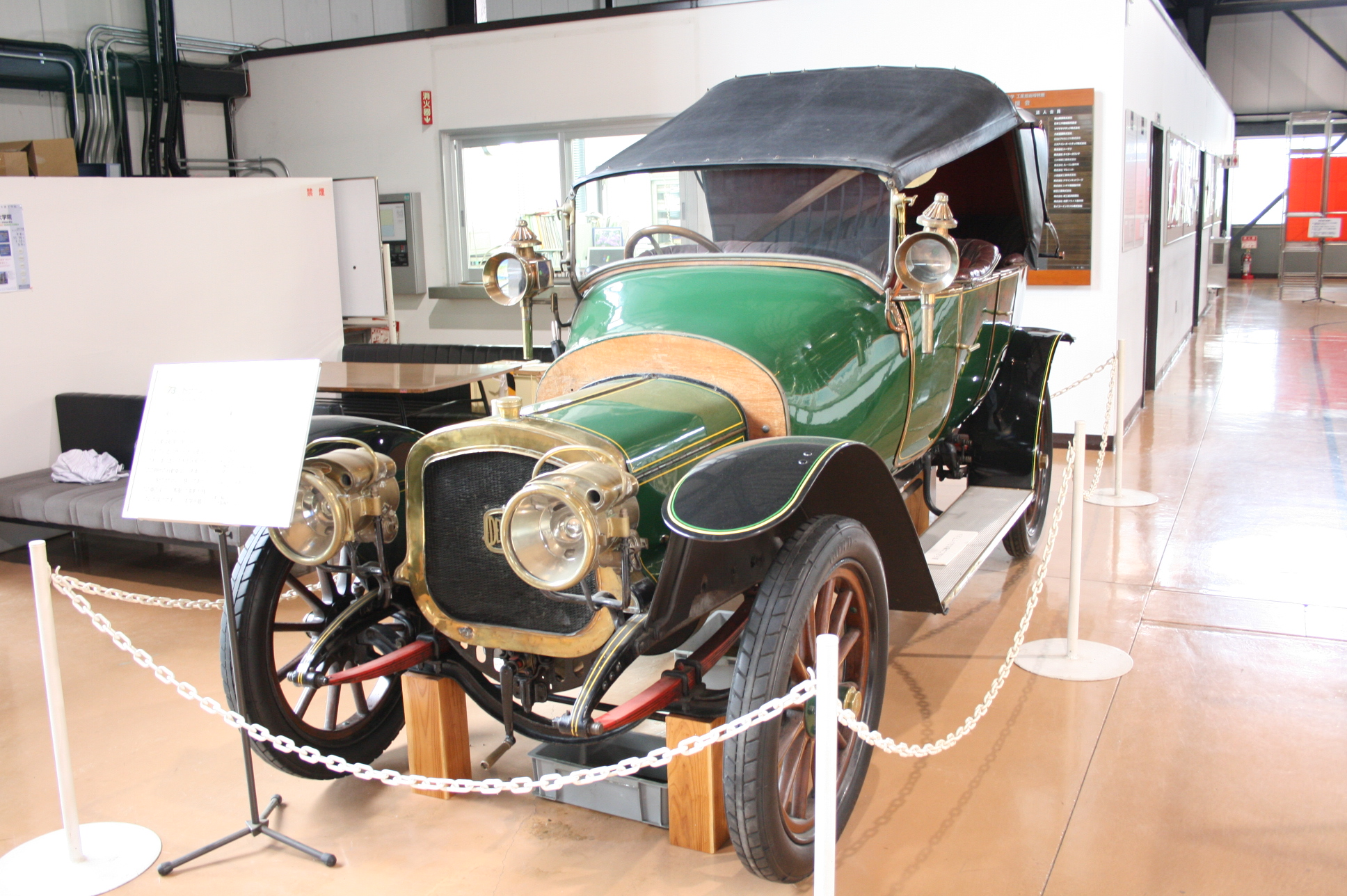
Delahaye Type 32 1909

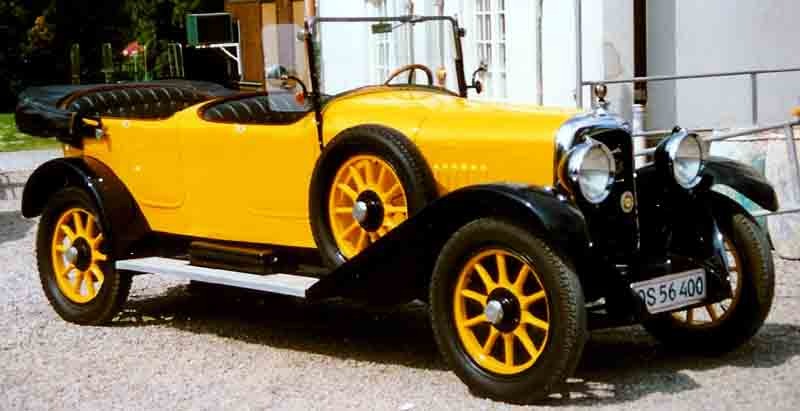
Delahaye Type 87 Tourer 1925

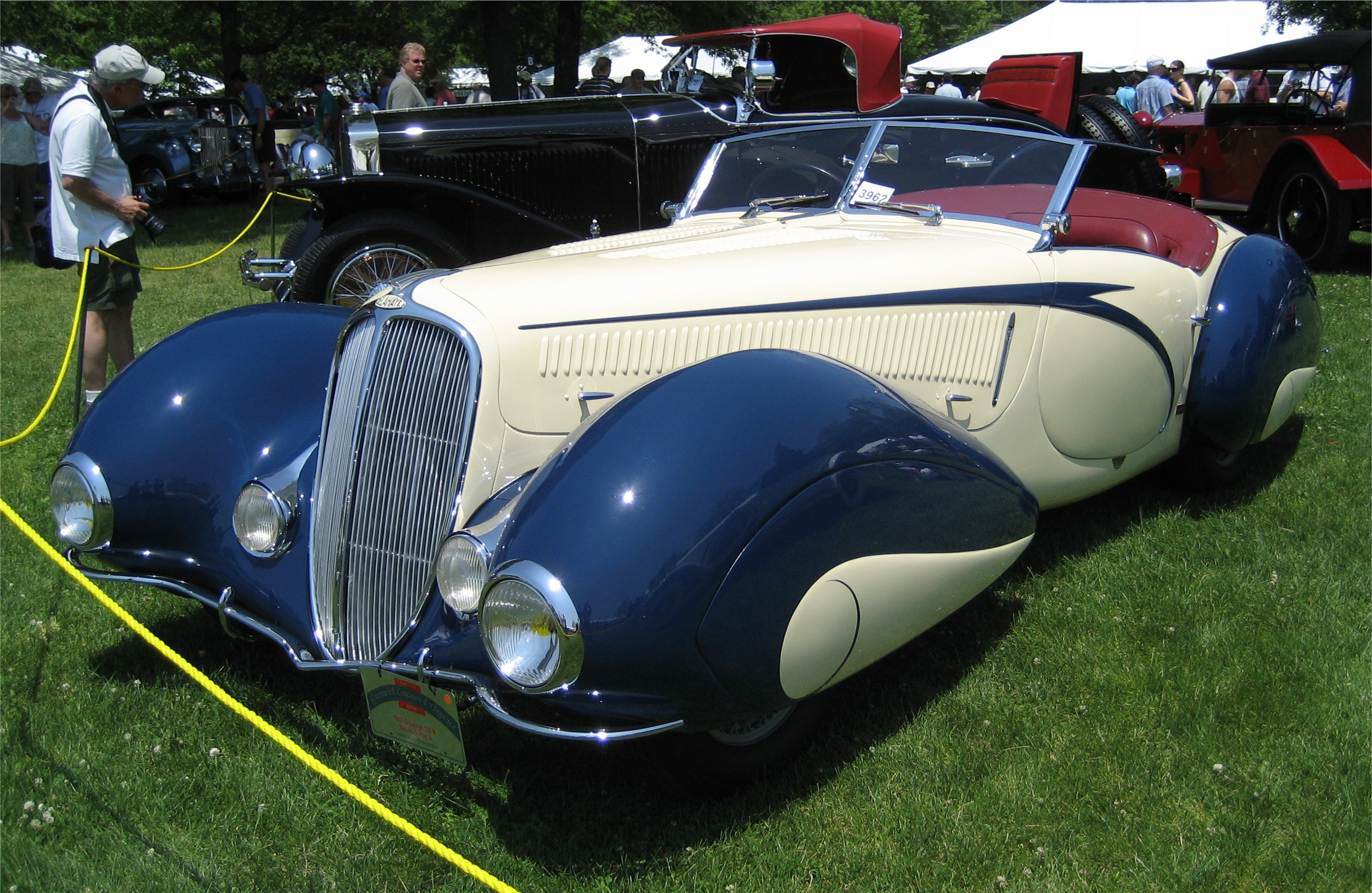
Delahaye Type 135 M Roadster 1937

1895 stellte Delahaye mit dem Type 1 ein noch recht kutschenähnliches Fahrzeug mit selbst entwickeltem Zweizylindermotor vor. Der wassergekühlte Motor war horizontal im Heck eingebaut, lieferte 450/min und leistete 5 PS aus einem Hubraum von 3041 cm³ mit 110 mm Bohrung und 160 mm Hub. Als Höchstgeschwindigkeit wurde 25 km/h angegeben, die Reichweite betrug 300 km. Als Karosserievarianten wurden viersitzige Phaeton- oder sechssitzige Break-Aufbauten angeboten. Die Holzräder hatten eine Gummibeschichtung. Die ersten zweizylindrigen Autos hatten Riemengetriebe, Kettenantrieb auf die Hinterräder und Rohrrahmen.
Das Einzylindermodell Type 0 erschien 1899. 1901 folgte der Übergang zu Fahrzeugen mit Frontmotor.
Bereits 1902 bot Delahaye mit dem Type 11 ein Modell mit einem 4,4-Liter-Vierzylindermotor an. Auf dem Pariser Automobilsalon 1905 wurde der Type 27 mit 130 mm Bohrung, 150 mm Hub und T-Kopf präsentiert, der für den spanischen König Alfonso XIII. bestimmt war.
1908 begann die Herstellung von Vierzylindermotoren mit 1,5 und 2,1 Liter Hubraum. Die kleinen und mittleren Vierzylindermodelle galten als sehr zäh und robust, das Fahrgestell als anspruchslos. Aufgrund ihres mäßigen Benzinverbrauchs erlangten sie als Taxis große Verbreitung.
Mit der Entwicklung eines V6-Motors gehörte Delahaye 1911 zu den innovativsten Autoherstellern in Europa. Der Motor des Type 44 war mit einem Monoblock-V6-Motor mit stehenden Ventilen und einem den ganzen Block kühlenden Wassermantel versehen. Die Antriebskraft wurde über eine Kardanwelle auf die Hinterachse übertragen. Außerdem erhielten Hersteller in den USA und Deutschland Lizenzen der Konstruktionen.
Der Type 47 von 1912 hatte 1592 cm³ mit 65 mm Bohrung und 120 mm Hub.
Der 1935 auf den Markt gebrachte Type 135 wurde zum Erfolg, und auch das Lkw-Geschäft florierte weiterhin. Aus der Sportversion des Type 135 für den Alpencup wurde das Modell Coupe des Alpes mit einer Dreivergaseranlage entwickelt, mit dem es den Delahaye-Fahrern Albert Perrot, Marcel Mongin und Paris neben der Amerikanerin Lucy O’Reilly Schell und ihrem Mann Laury Schell gelang, viele Siege und hervorragende Platzierungen zu gewinnen. Die durch ein Erbe wohlhabende Lucy O’Reilly Schell bot dem Unternehmen an, die Entwicklungskosten für ein Wettbewerbsfahrzeug nach ihren Anforderungen zu übernehmen. Aus dem Type 135 wurden drei Varianten „Sport normal“, „Coupe des Alpes“ und „Compétition“ abgeleitet, die mit drei Vergasern eine Leistung von 110 PS (81 kW) statt 95 PS (70 kW) erbrachten. Motorblock und Kurbelgehäuse aus Druckguss, Kolben aus Leichtmetall und insbesondere eine Druckumlaufschmierung mit Zahnradpumpe, die durch spezielle Einrichtungen auch die Schmierung des kalten Motors sicherstellte, waren seine Merkmale. 1937 gewannen René Le Bègue und Julio Quinlin die Rallye Monte Carlo auf einem Delahaye.
Nach dem Krieg wurde die Produktion der Vorkriegsmodelle Type 134 mit einem 2,2-Liter-Vierzylindermotor sowie Type 135 und Type 148 mit einem 3,6-Liter-Sechszylindermotor wieder aufgenommen. Beide Motoren hatten hängende Ventile und saßen auf einem stabilen Chassis. Vorn gab es eine Einzelradaufhängung an Querlenkern und Querfeder mit Längsschublenkern, während er hinten noch eine Starrachse an Halbelliptikfedern hatte.
Der 3,6-Liter-Sechszylindermotor mit 110 PS (81 kW) trieb den Type 135 M an, der in der Wettbewerbsversion 135 MS mit drei Vergasern 130 PS (96 kW) erreichte. Bereits 1947 wurde ein neuer Type 175 mit einem 4,5-Liter-Sechszylindermotor eingeführt, dessen Radaufhängung vorn wie hinten grundlegend überarbeitet worden war: Vorn waren die Räder einzeln nach dem System Dubonnet an Kurbeln aufgehängt, die ihrerseits an den schwenkbaren Gehäusen der hydraulischen Stoßdämpfer mit Schraubenfedern saßen, hinten gab es eine starre De-Dion-Achse mit halbelliptischen Blattfedern und Längslenkern. Überdies hatte er hydraulisch betätigte Bremsen und ein Cotal-4-Gang-Getriebe mit einer Zweischeiben-Trockenkupplung. Der Motor leistete 140 PS (103 kW). Auch wenn sich die Vorkriegsrennerfolge nicht mehr einstellten, erreichte Delahaye mit dem 4,5-Liter-Sechszylinder beim Grand Prix du Comminges 1949 einen Sieg und den ersten Gesamtrang bei der Rallye Monte-Carlo 1951.
Das Sortiment mit dem infolge der französischen Steuergesetzgebung in der Nachkriegszeit schwer verkäuflichen Type 175 wurde im Herbst 1951 mit dem sportlicheren Type 235 erweitert. Durch überarbeitete Zylinderköpfe und drei Solex-Fallstromvergaser erreichte der 3,6-Liter-Motor 150 PS (110 kW).

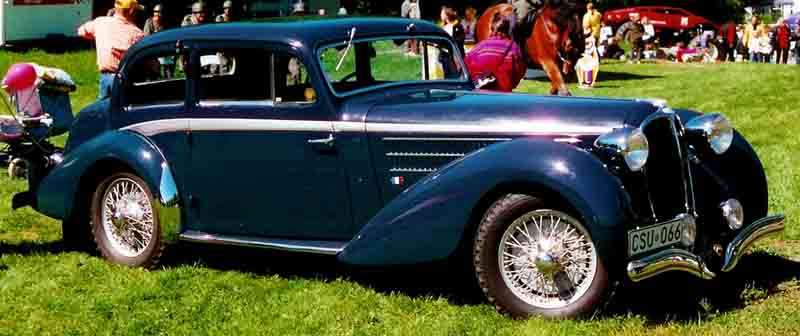
Delahaye Type 135 M Coupé 1939
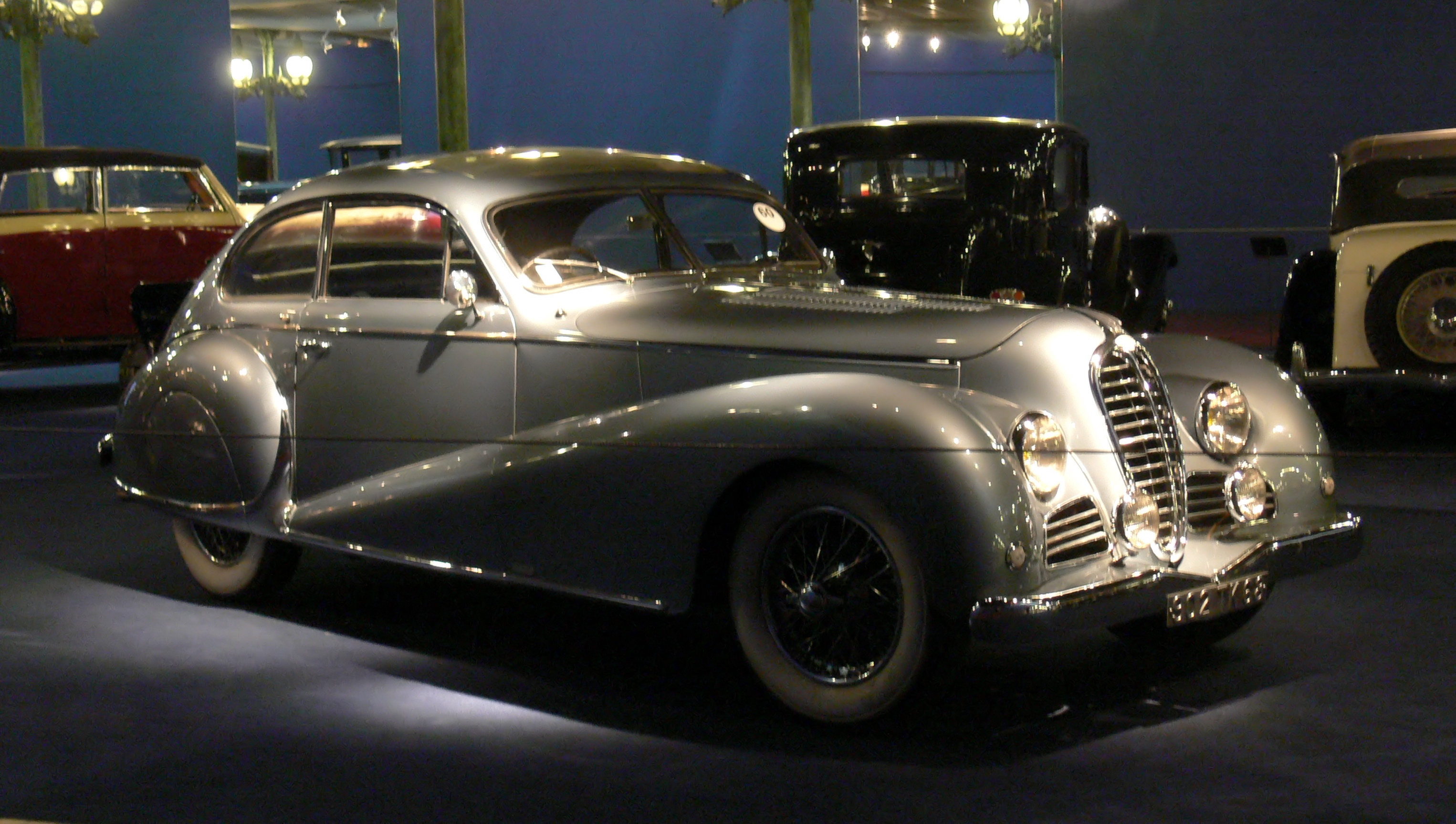
Delahaye Type 135 M
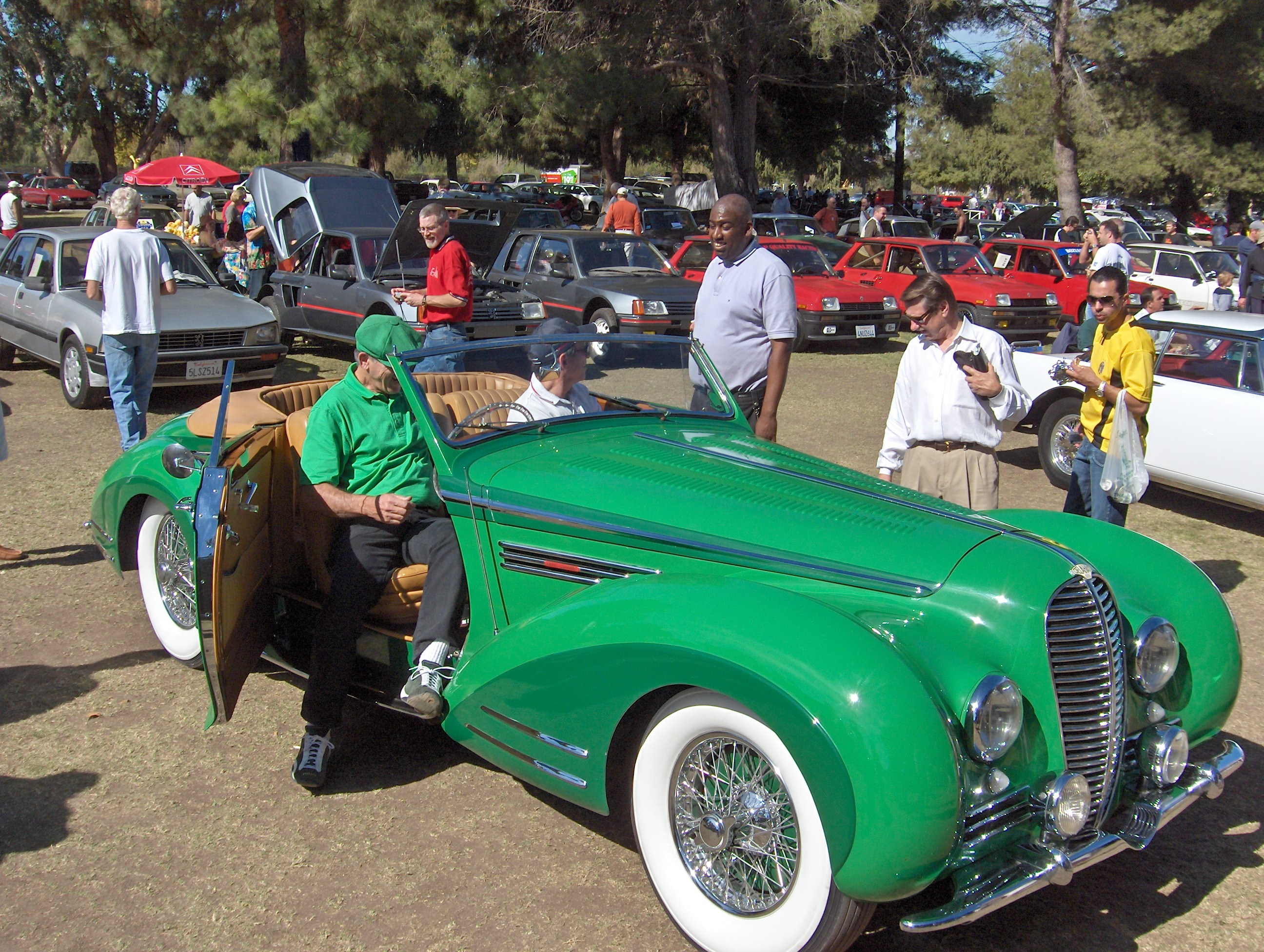
Delahaye Type 135 MS Cabriolet 1948
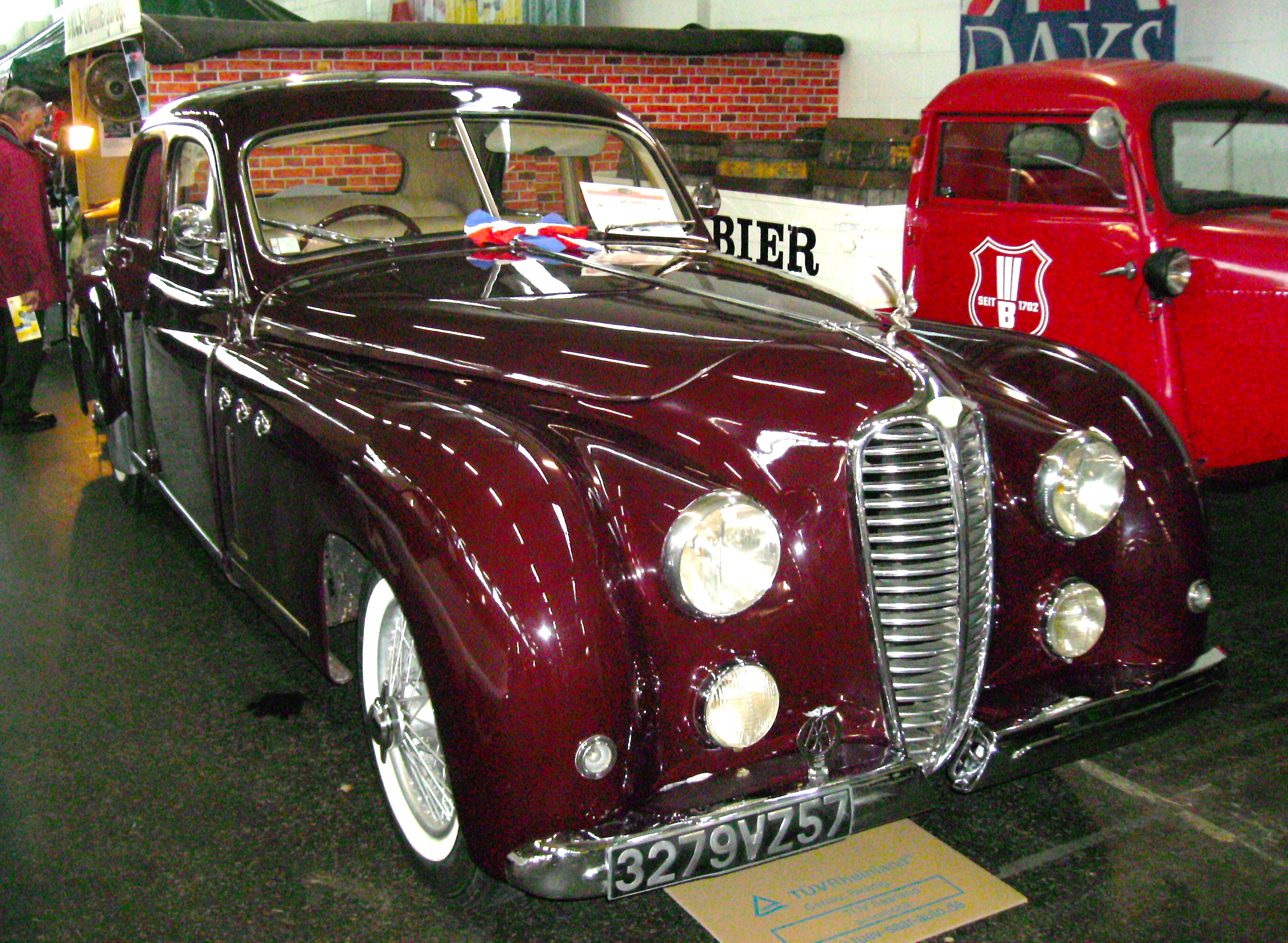
Delahaye Type 175
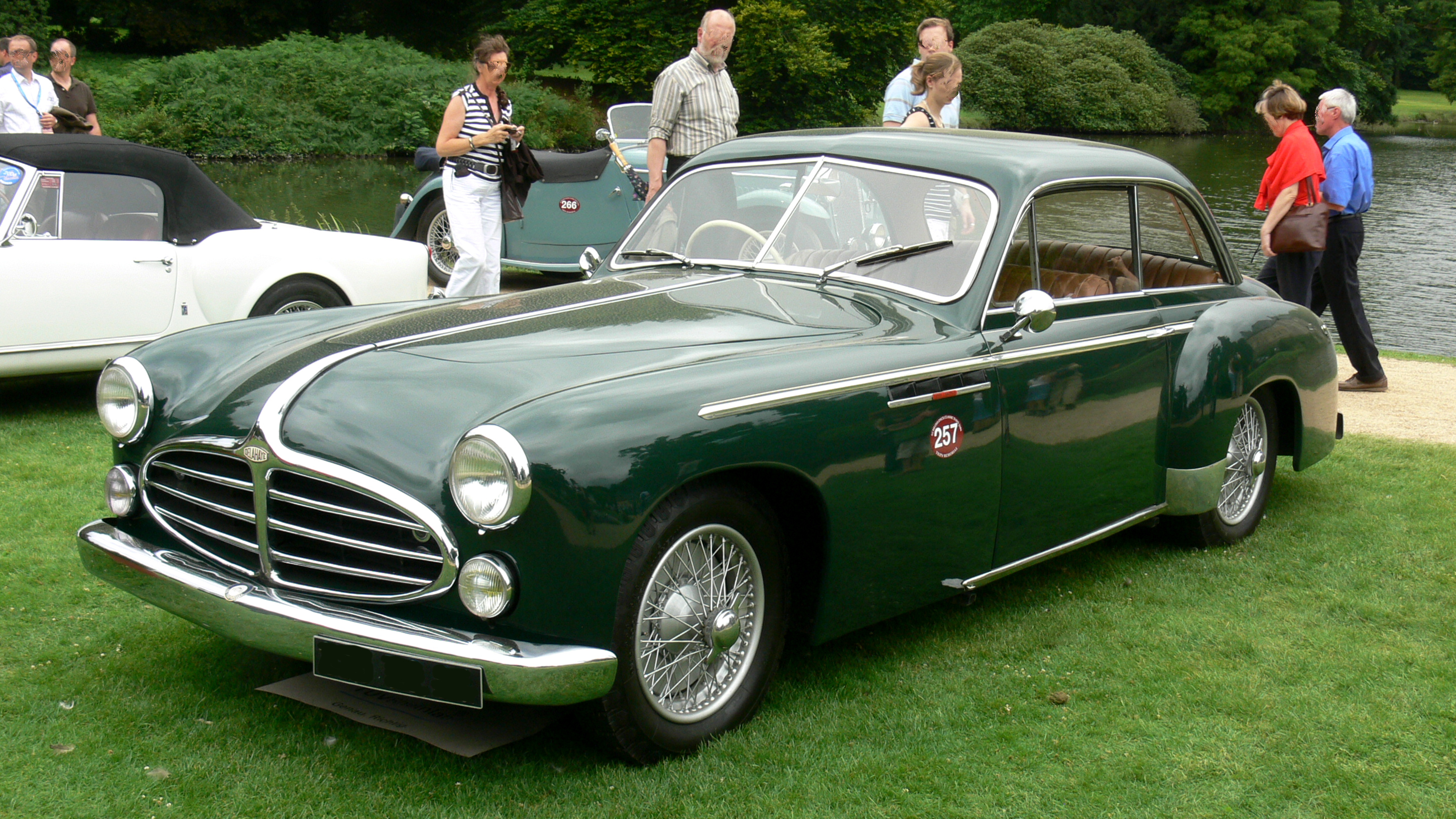
Delahaye Type 235 MS Coupé

### Nutzfahrzeuge
Die Postfahrzeuge von 1912 gab es als Modell A mit 800 kg Zuladung und als Modell B mit 1200 kg Zuladung. Das Modell A hatte einen Vierzylindermotor mit 1944 cm³ mit 75 mm Bohrung und 110 mm Hub. Das Modell B hatte einen Vierzylindermotor mit 2614 cm³ mit 85 mm Bohrung und 130 mm Hub.
Das vorletzte Modell, der VLR (voiture légère de reconnaissance), ein Geländewagen nach dem Vorbild des Jeep mit Allradantrieb, wurde 1951 eingeführt. Es hatte je eine Differenzialsperre vorn und hinten. Der Vorderradantrieb konnte abgeschaltet werden. Das Vier-Gang-Getriebe mit zweistufigem Vorgelege stellte 8 Vorwärtsgänge zur Verfügung. Angetrieben wurde das Geländefahrzeug von einem neuentwickelten 2-Liter-Vierzylindermotor. Es wurde in erster Linie von der französischen Armee gekauft.

### Typenbezeichnungen
Die einzelnen Typen bei Delahaye wurden – unabhängig von der Frage, ob es PKW oder Nutzfahrzeuge waren – fortlaufend nummeriert (No. 1–235). Offenbar wurde die Nummer bereits bei Konzeption des Projekts vergeben; so ist es erklärlich, dass in der Nummernfolge einzelne Nummern fehlen, weil die Projekte offenbar nie das Reißbrett verließen.
Die Motoren erhielten die gleiche Nummer wie das Kraftfahrzeug, in das sie standardmäßig eingebaut wurden. Wurden sie auch in einem anderen Kfz-Typ verwendet, so wurde dies in der Typenbezeichnung angedeutet: Delahaye Type 140/103 ist also ein Delahaye 140 mit dem Motor des Typs 103. Ferner gab es Zusätze:
- C steht für LKW (camion)
- OM steht für Omnibus
- G stand für Holzgas (gazogéne)
- GV stand für Stadtgas (gaz de ville)
- H oder HL stand für Dieselmotor (huile lourde)

- Delahaye-Bus um 1908

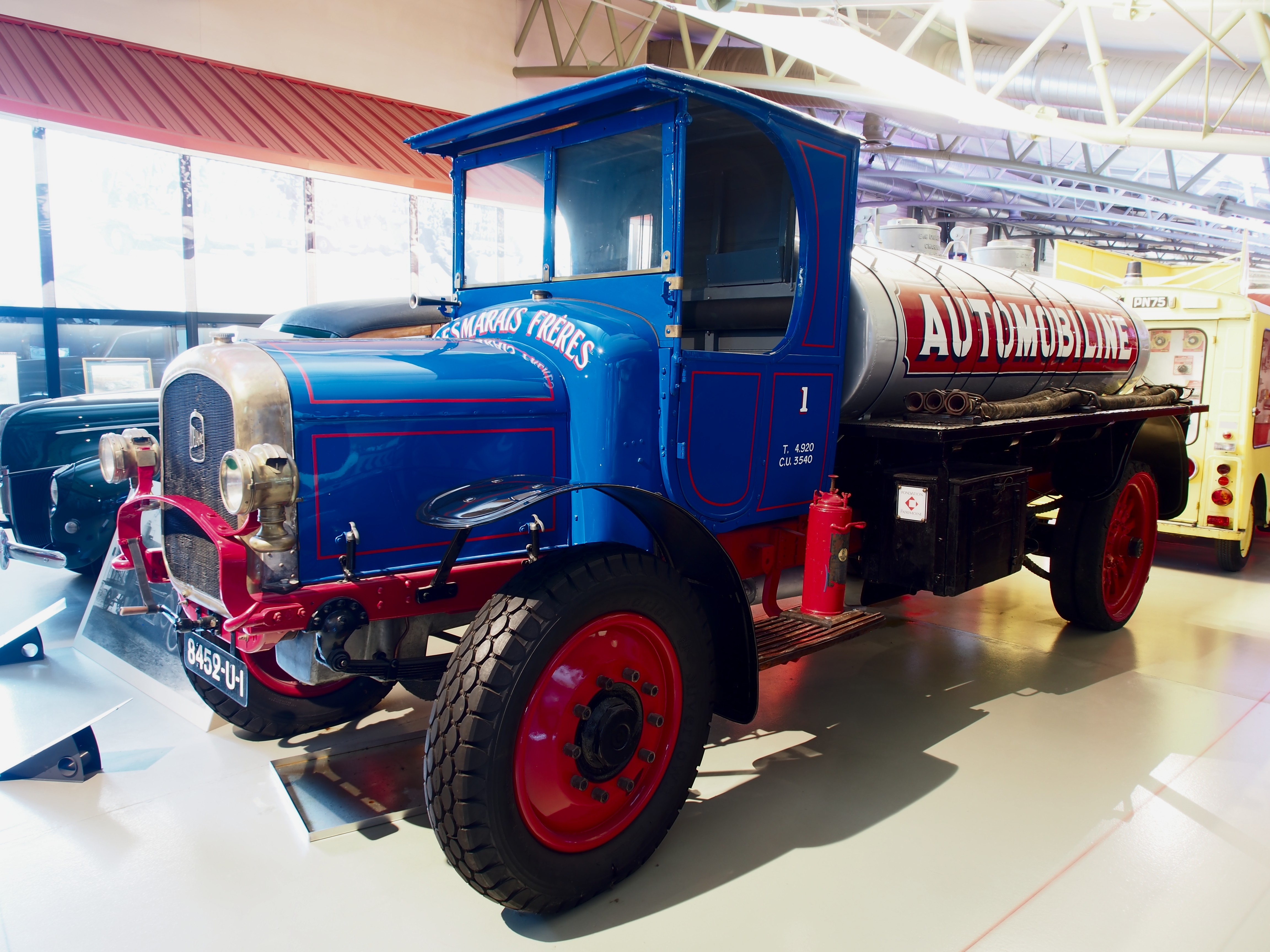
Delahaye Type 85 1925
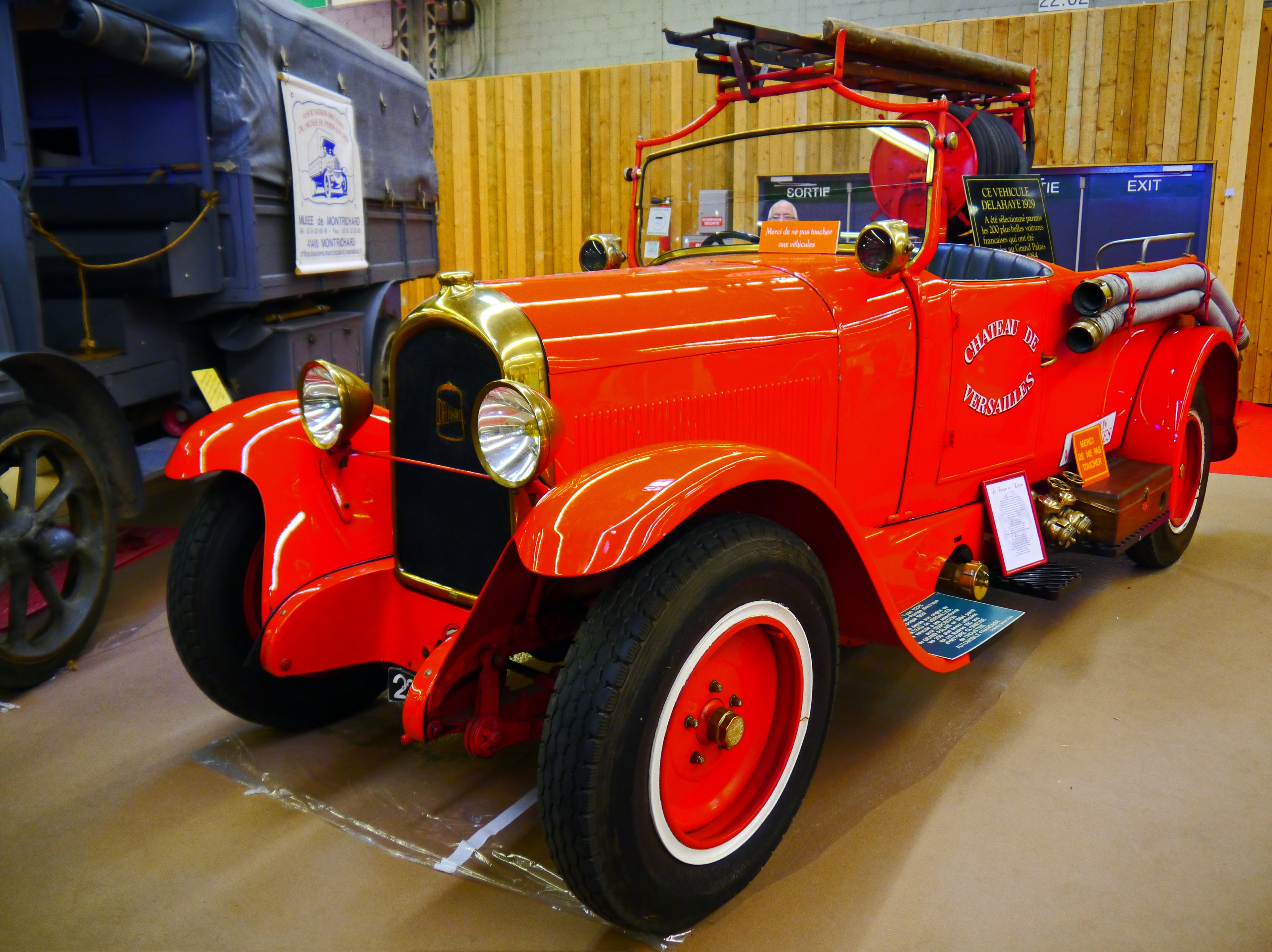
Feuerwehrfahrzeug
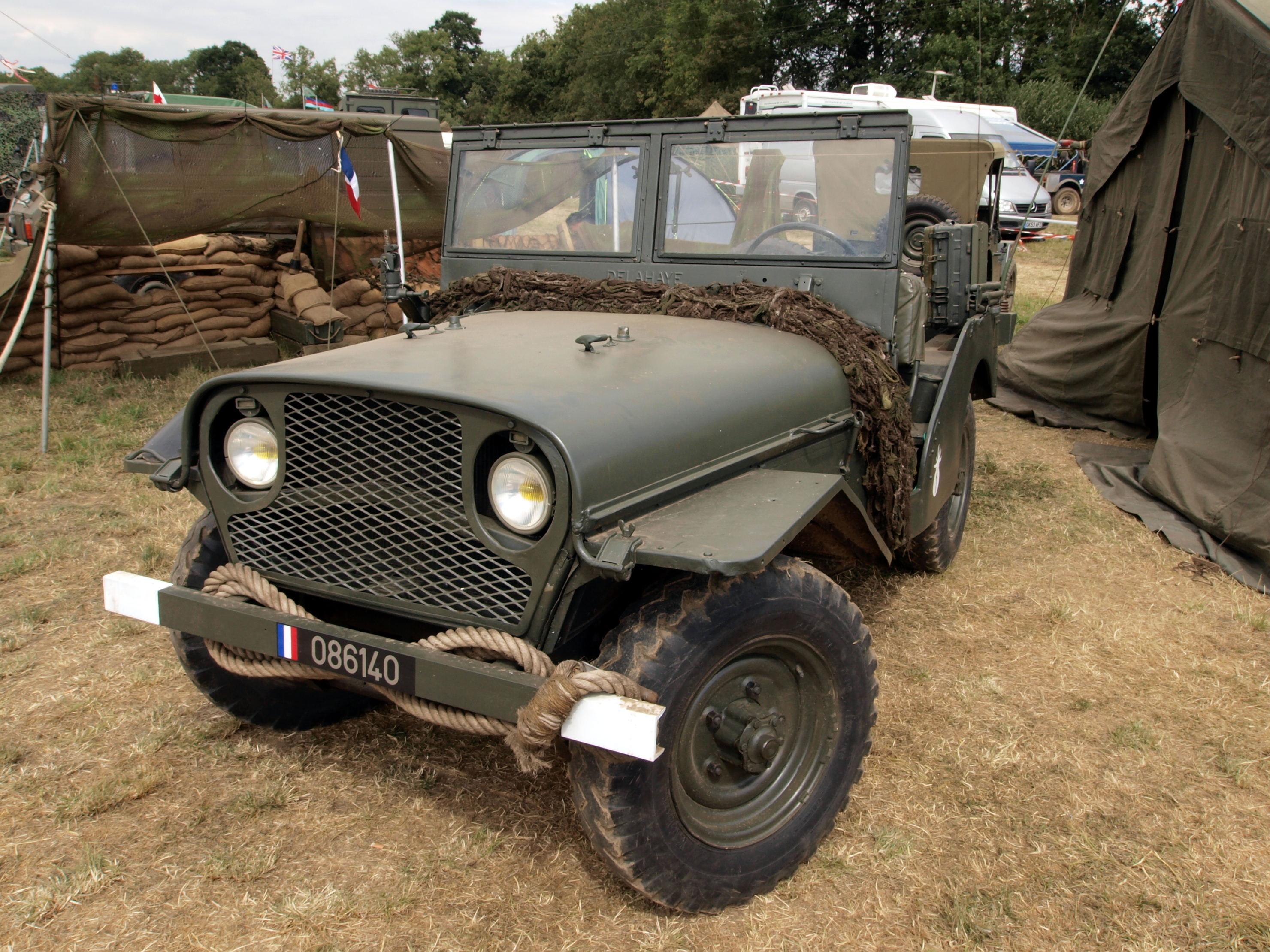
Delahaye VLR

## Modellübersicht
| Modell           | Bauzeit   | Fahrzeugart                         | Text                                            | Foto |
| ---------------- | --------- | ----------------------------------- | ----------------------------------------------- | ---- |
| Type 1           | 1895–1901 | Pkw                                 | Heckmotor                                       |      |
| Type 2           | 1896–1901 | Pkw                                 | Heckmotor                                       |      |
| Type 3           | 1898–1901 | Pkw                                 | Heckmotor                                       |      |
| Type 0           | 1898–1901 | Pkw                                 | auch Type 4 genannt Heckmotor                   |      |
| Type 0A          | 1901–1904 | Pkw                                 | auch Type 5 genannt ab hier alle mit Frontmotor |      |
| Type 6           | 1901–1903 | Pkw                                 |                                                 |      |
| Type 7           | 1901–1903 | Pkw                                 |                                                 |      |
| Type 8           | 1901–1902 | Pkw                                 |                                                 |      |
| Type 9           | 1901–1902 | Pkw                                 |                                                 |      |
| Type 10          | 1902–1906 | Pkw                                 |                                                 |      |
| Type 11          | 1902–1904 | Pkw                                 |                                                 |      |
| Type 13          | 1903–1905 | Pkw, Lkw, Omnibus                   |                                                 |      |
| Type 15          | 1903–1907 | Pkw, Lkw, Omnibus                   |                                                 |      |
| Type 16          | 1903–1904 | Pkw                                 |                                                 |      |
| Type 17          | 1903–1904 | Pkw, Lkw, Omnibus                   |                                                 |      |
| Type 20          | 1904–1906 | Pkw                                 |                                                 |      |
| Type 21          | 1904–1909 | Pkw                                 |                                                 |      |
| Type 22          | 1904–1910 | Pkw                                 |                                                 |      |
| Type 24          | 1904–1905 | Pkw                                 |                                                 |      |
| Type 25          | 1904–1906 | Pkw                                 |                                                 |      |
| Type 26          | 1904–1906 | Pkw                                 |                                                 |      |
| Type 27          | 1905–1914 | Pkw, Lkw                            |                                                 |      |
| Type 28          | 1905–1910 | Pkw                                 |                                                 |      |
| Type 32          | 1907–1914 | Pkw, Feuerwehrfahrzeug              |                                                 |      |
| Type 34          | 1908–1913 | Pkw                                 |                                                 |      |
| Type 35          | 1909      | Lkw, Omnibus                        |                                                 |      |
| Type 36          | 1907–1910 | Lkw, Omnibus                        |                                                 |      |
| Type 37          | 1907–1914 | Pkw                                 |                                                 |      |
| Type 38          | 1907–1912 | Pkw                                 |                                                 |      |
| Type 39          | 1907–1914 | Pkw, Feuerwehrfahrzeug              |                                                 |      |
| Type 40          | 1909–1913 | Lkw, Omnibus                        |                                                 |      |
| Type 41          | 1909–1912 | Pkw                                 |                                                 |      |
| Type 42          | 1910      | Lkw, Omnibus, Feuerwehrfahrzeug     |                                                 |      |
| Type 43          | 1911–1914 | Pkw, Lkw, Feuerwehrfahrzeug         |                                                 |      |
| Type 44          | 1911–1914 | Pkw                                 | V6-Motor                                        |      |
| Type 46          | 1910–1913 | Lkw, Omnibus                        |                                                 |      |
| Type 47          | 1912–1914 | Pkw                                 |                                                 |      |
| Type 48          | 1910–1914 | Pkw                                 |                                                 |      |
| Type 52          | 1911–1913 | Lkw                                 |                                                 |      |
| Type 53          | 1911–1913 | Lkw, Omnibus                        |                                                 |      |
| Type 55          | 1911–1913 | Lkw, Omnibus                        |                                                 |      |
| Type 56          | 1911–1913 | Lkw, Omnibus                        |                                                 |      |
| Type 57          | 1912      | Lkw                                 |                                                 |      |
| Type 58          | 1912–1914 | Pkw                                 |                                                 |      |
| Type 59          | 1913–1926 | Lkw, Omnibus, Feuerwehrfahrzeug     |                                                 |      |
| Type 60          | 1913      | Lkw, Omnibus                        |                                                 |      |
| Type 62          | 1913      | Lkw, Omnibus                        |                                                 |      |
| Type 63          | 1913      | Lkw, Omnibus                        |                                                 |      |
| Type 64          | 1913–1920 | Pkw                                 |                                                 |      |
| Type 78          | 1913      | Lkw                                 |                                                 |      |
| Type 79          | 1919      | Lkw                                 |                                                 |      |
| Type 80          | 1916      | Lkw                                 |                                                 |      |
| Type 82          | 1919–1924 | Pkw                                 | Sechszylinder-Reihenmotor                       |      |
| Type 83          | 1921–1932 | Lkw, Omnibus, Feuerwehrfahrzeug     |                                                 |      |
| Type 84          | 1919–1927 | Pkw, Transporter, Feuerwehrfahrzeug |                                                 |      |
| Type 85          | 1920–1926 | Lkw                                 |                                                 |      |
| Delahaye Traktor | 1919-     | Traktor                             | Vierzylinder mit 5026 cm³                       |      |
| Type 87          | 1921–1928 | Pkw, Transporter, Feuerwehrfahrzeug |                                                 |      |
| Type 89          | 1925–1936 | Lkw                                 |                                                 |      |
| Type 92          | 1924–1928 | Pkw                                 |                                                 |      |
| Type 94          | 1923–1926 | Pkw                                 |                                                 |      |
| Type 95          | 1925–1936 | Lkw, Omnibus                        |                                                 |      |
| Type 97          | 1923–1926 | Pkw                                 |                                                 |      |
| Type 102         | 1927–1931 | Pkw                                 |                                                 |      |
| Type 103         | 1931–1941 | Lkw, Omnibus, Feuerwehrfahrzeug     |                                                 |      |
| Type 104         | 1928–1931 | Lkw                                 |                                                 |      |
| Type 105         | 1930–1931 | Pkw                                 |                                                 |      |
| Type 107         | 1926–1928 | Pkw                                 |                                                 |      |
| Type 108         | 1928–1933 | Pkw                                 |                                                 |      |
| Type 109         | 1929–1931 | Pkw                                 |                                                 |      |
| Type 110         | 1930–1931 | Pkw                                 |                                                 |      |
| Type 111         | 1929–1938 | Lkw, Omnibus                        |                                                 |      |
| Type 112         | 1927–1932 | Pkw, Feuerwehrfahrzeug              |                                                 |      |
| Type 114         | 1930      | Pkw                                 |                                                 |      |
| Type 119         | 1931–1936 | Lkw, Omnibus                        |                                                 |      |
| Type 120         | 1931–1935 | Lkw, Omnibus                        |                                                 |      |
| Type 122         | 1932–1933 | Pkw                                 |                                                 |      |
| Type 123         | 1932–1933 | Pkw                                 |                                                 |      |
| Type 124         | 1931–1934 | Pkw                                 |                                                 |      |
| Type 126         | 1931–1934 | Pkw                                 |                                                 |      |
| Type 129         | 1931–1936 | Lkw                                 |                                                 |      |
| Type 131         | 1935–1938 | Omnibus                             |                                                 |      |
| Type 132         | 1934–1936 | Pkw                                 |                                                 |      |
| Type 133         | 1938–1941 | Omnibus                             |                                                 |      |
| Type 134         | 1933–1946 | Pkw                                 |                                                 |      |
| Type 135         | 1935–1952 | Pkw                                 |                                                 |      |
| Type 138         | 1933–1935 | Pkw                                 |                                                 |      |
| Type 139         | 1934      | Lkw                                 |                                                 |      |
| Type 140         | 1935–1941 | Lkw, Feuerwehrfahrzeug              |                                                 |      |
| Type 143         | 1934      | Pkw, Transporter                    |                                                 |      |
| Type 144         | 1934      | Pkw, Transporter                    |                                                 |      |
| Type 145         | 1937      | Pkw, Rennwagen                      | V12-Motor                                       |      |
| Type 148         | 1936–1953 | Pkw                                 |                                                 |      |
| Type 149         | 1935–1936 | Lkw                                 |                                                 |      |
| Type 154         | 1934–1935 | Pkw                                 |                                                 |      |
| Type 155         | 1938      | Rennwagen                           |                                                 |      |
| Type 163         | 1946–1954 | Lkw                                 |                                                 |      |
| Type 164         | 1938–1940 | Pkw                                 |                                                 |      |
| Type 165         | 1938–1939 | Pkw                                 |                                                 |      |
| Type 168         | 1938–1940 | Pkw                                 |                                                 |      |
| Type 171         | 1949–1954 | Lkw                                 |                                                 |      |
| Type 175         | 1947–1950 | Pkw                                 |                                                 |      |
| Type 178         | 1947–1950 | Pkw                                 |                                                 |      |
| Type 180         | 1947–1950 | Pkw                                 |                                                 |      |
| Type 235         | 1951–1954 | Pkw                                 |                                                 |      |
| VLR              | 1950–1953 | Pkw                                 |                                                 |      |

## Motorsport
Zwei Delahaye-Wagen nahmen im September 1896 am Rennen Paris–Marseille–Paris über rund 1720 km teil und erreichten das Ziel: Ernest Archdeacon (Nr. 41) wurde Siebter, Émile Delahaye (Nr. 42) Zehnter.
Beim Rennen Paris–Marseille–Paris 1896 erzielte Archdeacon, abgeschlagen hinter je drei Panhard & Levassor und De Dion-Bouton Motordreirädern nur den siebten und Delahaye selber den zehnten Rang
In den 1930er Jahren beteiligte sich Delahaye auch an Rennen. Außer ersten Plätzen im Gesamtklassement und den entsprechenden Klassen bei den Rallyes Paris-Saint-Raphaël, Paris–Nizza, den Bergrennen Chanteloup und Château-Thierry, Alpencup und Grand Prix von Algier sowie den 24 Stunden von Le Mans erlangten die Rekordfahrten in Montlhéry wegen ihrer Werbewirkung besondere Bedeutung. Ziel war der Weltrekord über 48 Stunden. Dies gelang bei einer Durchschnittsgeschwindigkeit von 176,294 km/h, wobei auch die bisherigen 4000- und 5000-Meilen-Rekorde unterboten wurden. Durch die Erfolge angespornt, wurde der spontane Vorschlag, den sauber laufenden Delahaye weiter fahren zu lassen, nach einer zweistündigen Unterbrechung begeistert aufgenommen und ein neuer Weltrekord über 10.000 km mit 168 km/h aufgestellt.
Zur gleichen Zeit unternahmen in Deutschland die Nationalsozialisten nahezu jede Anstrengung, um ihre Dominanz über die Nationen sicherzustellen: Die Rennteams von Mercedes-Benz und Auto Union wurden gleichgeschaltet, und keine Kosten gescheut, um einige der fortschrittlichsten Fahrzeuge zu bauen, deren Geschwindigkeit in den nächsten 50 Jahren nahezu unerreicht blieb. Die französische Regierung konterte 1937 mit einer Ausschreibung für den schnellsten Rennwagen unter den französischen Herstellern. Als Preis winkten eine Million Francs. Neben Bugatti mit einem 4,5-Liter-Achtzylinder-Modell beteiligte sich auch SEFAC mit einem von Émile Petit entworfenen 3-Liter-Kompressormodell und Delahaye mit seinem neuen Type 145, das mit einem 4,5-Liter-V12-Motor mit halbkugelförmigen Brennräumen in Magnesiumzylinderköpfen versehen war.
Delahaye siegte beim Million-Franc-Rennen mit dem sogenannten Million-Franc-Delahaye, der von René Dreyfus 1938 in Pau auf dem Type 145 gegen den von Rudolf Caracciola pilotierten schweren deutschen Mercedes-Benz W 154 errungen wurde. Dieser Rennsieg bewirkte in Kombination mit französischem Patriotismus eine Nachfragewelle für Delahaye bis zur deutschen Besetzung Frankreichs während des Zweiten Weltkriegs.

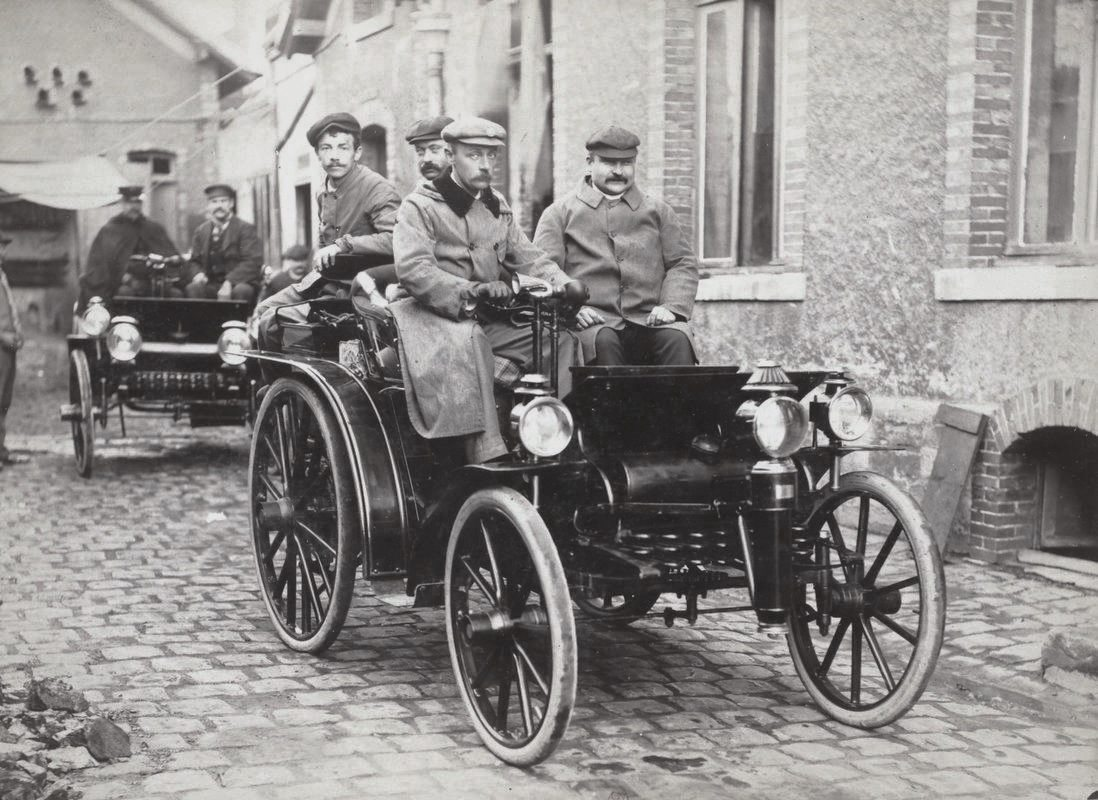
Delahaye Type 1 (Paris–Marseille–Paris 1896, Ernest Archdeacon, Nr. 41, 7. Platz)
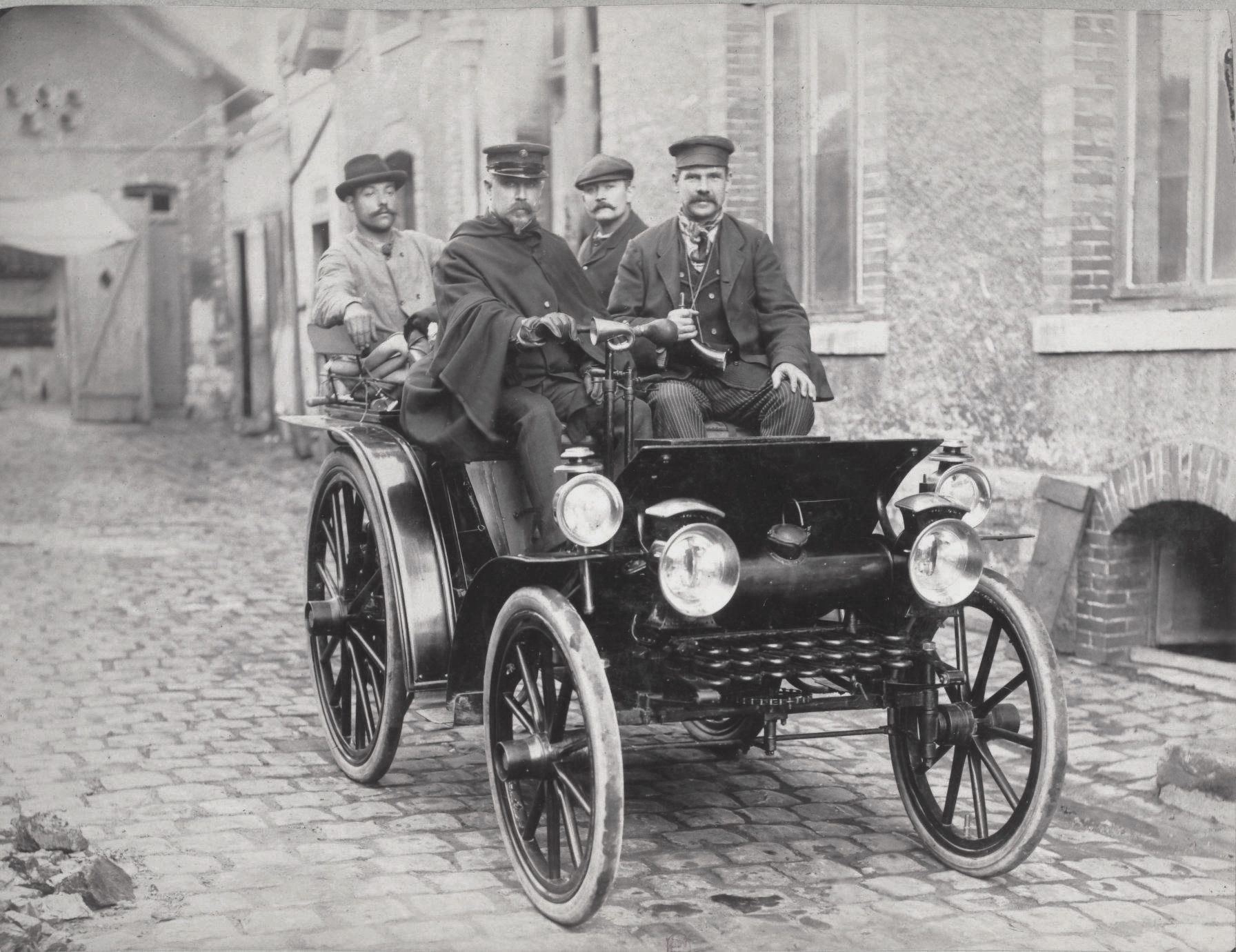
Delahaye Type 1 (Paris–Marseille–Paris 1896, Émile Delahaye, Nr. 42, 10. Platz)
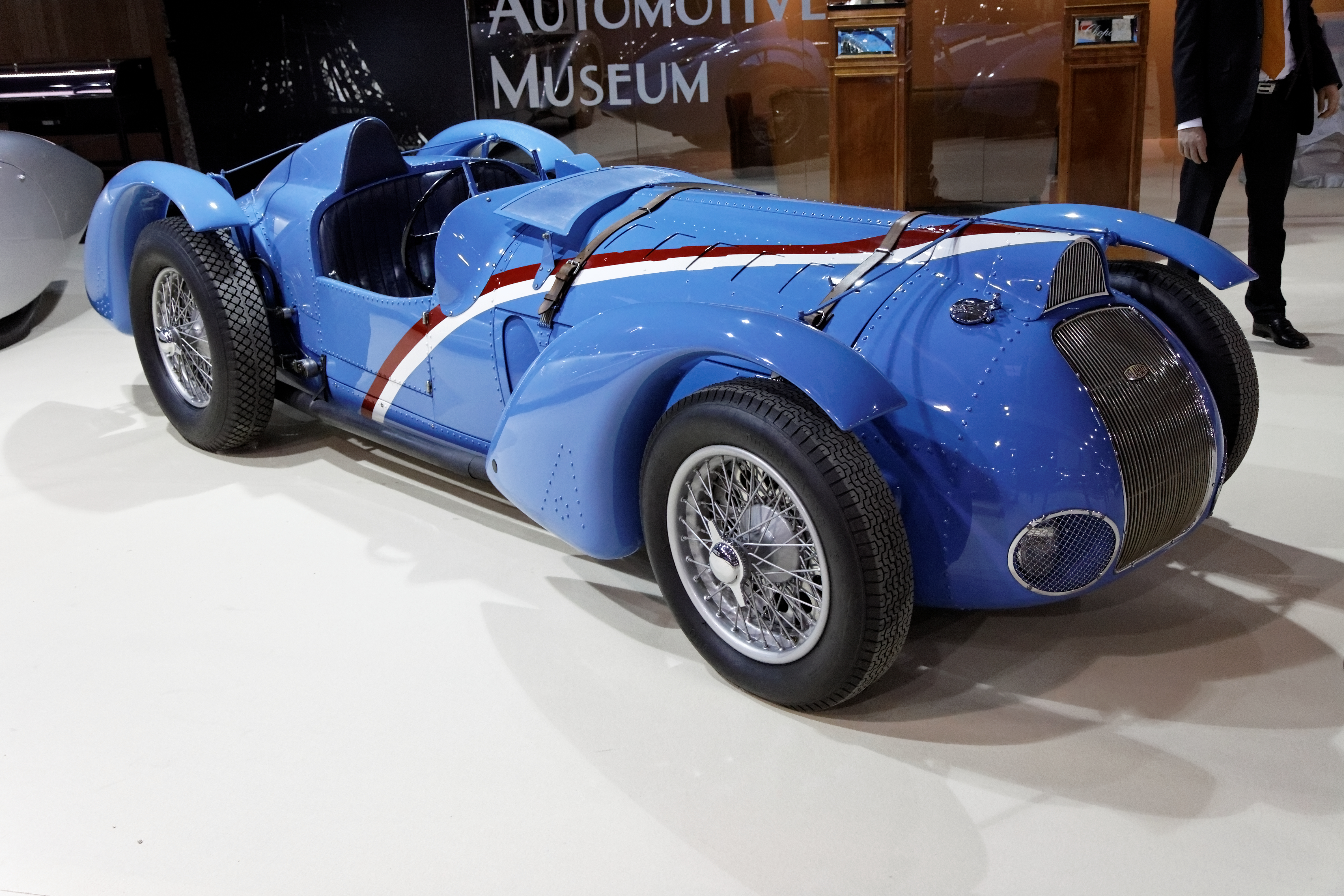
Delahaye Type 145